# انفجاری از گذشته (فیلم)
انفجاری از گذشته (به انگلیسی: Blast from the Past) فیلمی محصول سال ۱۹۹۹ و به کارگردانی هیو ویلسون است. در این فیلم بازیگرانی همچون برندن فریزر، آلیسیا سیلورستون، کریستوفر واکن، سیسی اسپیسک، دیو فولی، داگلاس اسمیت، جوی اسلوتنیک، دیل رائول، رکس لین، ناتان فیلیون، جنیفر لوئیس و هیو ویلسون ایفای نقش کرده‌اند.